# Viroqua (Wisconsin)
Viroqua è un comune degli Stati Uniti d'America, situato nello Stato del Wisconsin, nella contea di Vernon, della quale è il capoluogo.